# باتريشيا دي ليون
باتريشيا دي ليون (بالإسبانية: Patricia de Leon)‏ هي عارضة وممثلة بنمية، ولدت في 2 يناير 1976 ببنما في بنما.

## أعمال

### أفلام
- (2018) آي إكس إل[4]

## وصلات خارجية
- باتريشيا دي ليون على موقع IMDb (الإنجليزية)
- باتريشيا دي ليون على موقع أول موفي (الإنجليزية)
- باتريشيا دي ليون على موقع قاعدة بيانات الفيلم (الإنجليزية)